# IC 4823
IC 4823 هو اصطدام مجري، يقع في كوكبة الطاووس.

## روابط خارجية
- IC 4823 على موقع ويكي سكاي: DSS2, SDSS, GALEX, IRAS, Hydrogen α, X-Ray, Astrophoto, Sky Map, Articles and images